# Kanton Isle-Loue-Auvézère
Isle-Loue-Auvézère is een kanton van het Franse departement Dordogne. Het kanton maakt deel uit van de arrondissementen  Périgueux (22) en Nontron (7).  

Het telt 14.533 inwoners in 2018.

Het kanton werd gevormd ingevolge het decreet van 24  februari 2014 met uitwerking op 22 maart 2015 met Excideuil als hoofdplaats.

## Gemeenten
Het kanton Isle-Loue-Auvézère omvatte bij zijn oprichting 31 gemeenten.

Op 1 januari 2017 werden de gemeenten Cubjac, La Boissière-d'Ans en Saint-Pantaly-d'Ans samengevoegd tot de fusiegemeente (commune nouvelle) Cubjac-Auvézère-Val d'Ans.

Sindsdien omvat het kanton volgende 29 gemeenten:
- Angoisse
- Anlhiac
- Brouchaud
- Cherveix-Cubas
- Clermont-d'Excideuil
- Coulaures
- Cubjac-Auvézère-Val d'Ans
- Dussac
- Excideuil
- Génis
- Lanouaille
- Mayac
- Payzac
- Preyssac-d'Excideuil
- Saint-Cyr-les-Champagnes
- Saint-Germain-des-Prés
- Saint-Jory-las-Bloux
- Saint-Martial-d'Albarède
- Saint-Médard-d'Excideuil
- Saint-Mesmin
- Saint-Pantaly-d'Excideuil
- Saint-Raphaël
- Saint-Sulpice-d'Excideuil
- Saint-Vincent-sur-l'Isle
- Salagnac
- Sarlande
- Sarrazac
- Savignac-Lédrier
- Savignac-les-Églises